# Атолвілл
Атолвілл (англ. Atholville) — село в Канаді, у провінції Нью-Брансвік, у складі графства Рестіґуш.

## Населення
За даними перепису 2016 року, село нараховувало 3570 осіб, показавши скорочення на 5,5%, порівняно з 2011-м роком. Середня густина населення становила 29,8 осіб/км².
З офіційних мов обидвома одночасно володіли 2 030 жителів, тільки англійською — 180, тільки французькою — 1 330. Усього 5 осіб вважали рідною мовою не одну з офіційних, з них усі — одну з корінних мов.
Працездатне населення становило 60,1% усього населення, рівень безробіття — 18,9%.
Середній дохід на особу становив $32 573 (медіана $28 153), при цьому для чоловіків — $35 902, а для жінок $29 199 (медіани — $31 808 та $24 640 відповідно).
22,3% мешканців мали закінчену шкільну освіту, не мали закінченої шкільної освіти — 36,5%, 41,3% мали післяшкільну освіту, з яких 14% мали диплом бакалавра, або вищий.
| Статево-вікова структура населення | Статево-вікова структура населення | Статево-вікова структура населення | Статево-вікова структура населення | Статево-вікова структура населення |
| ---------------------------------- | ---------------------------------- | ---------------------------------- | ---------------------------------- | ---------------------------------- |
|                                    |                                    |                                    |                                    |                                    |
| Всього                             | Всього                             | 50,1%49,9%                         |                                    |                                    |
| 0 — 14 років                       | 0 — 14 років                       |                                    | 11,7%                              | 11,7%                              |
| 15 — 64 років                      | 15 — 64 років                      |                                    | 67,3%                              | 67,3%                              |
| 65 і більше                        | 65 і більше                        |                                    | 21,1%                              | 21,1%                              |
| 85 і більше                        | 85 і більше                        |                                    | 2%                                 | 2%                                 |
| Середній вік (років)               | Середній вік (років)               | 46,046,4                           | 46,2                               | 46,2                               |
| Медіана (років)                    | Медіана (років)                    | 50,549,9                           | 50,3                               | 50,3                               |
| — чоловіки — жінки                 |                                    |                                    |                                    |                                    |

| Походження мешканців:     | Походження мешканців:     | Походження мешканців: | Походження мешканців: | Походження мешканців: |
| ------------------------- | ------------------------- | --------------------- | --------------------- | --------------------- |
| Походження                |                           |                       | осіб                  | %                     |
| Корінні американці        | Корінні американці        |                       | 240                   | 6.78%                 |
| Інше північноамериканське | Інше північноамериканське |                       | 3 015                 | 85.17%                |
| Європейське               | Європейське               |                       | 1 085                 | 30.65%                |
| британське                | британське                |                       | 345                   | 9.75%                 |
| французьке                | французьке                |                       | 880                   | 24.86%                |
| Азійське                  | Азійське                  |                       | 25                    | 0.71%                 |

## Клімат
Середня річна температура становить 3°C, середня максимальна – 21,2°C, а середня мінімальна – -19,4°C. Середня річна кількість опадів – 1 098 мм.
| Клімат поселення                              | Клімат поселення | Клімат поселення | Клімат поселення | Клімат поселення | Клімат поселення | Клімат поселення | Клімат поселення | Клімат поселення | Клімат поселення | Клімат поселення | Клімат поселення | Клімат поселення | Клімат поселення |
| Показник                                      | Січ.             | Лют.             | Бер.             | Квіт.            | Трав.            | Черв.            | Лип.             | Серп.            | Вер.             | Жовт.            | Лист.            | Груд.            |                  |
| Середній максимум, °C                         | −7,41            | −6,12            | 0,22             | 7,24             | 14,80            | 20,55            | 21,18            | 20,31            | 15,22            | 9,20             | 3,06             | −4,73            |                  |
| Середня температура, °C                       | −13,43           | −12,15           | −5,8             | 1,22             | 8,78             | 14,54            | 17,72            | 16,84            | 11,72            | 5,71             | −0,43            | −8,23            |                  |
| Середній мінімум, °C                          | −19,45           | −18,17           | −11,82           | −4,79            | 2,75             | 8,51             | 14,23            | 13,34            | 8,25             | 2,23             | −3,91            | −11,71           |                  |
| Норма опадів, мм                              | 88               | 66               | 72               | 73               | 99               | 98               | 114              | 106              | 94               | 100              | 98               | 90               |                  |
| Середньомісячна швидкість вітру, м/с          | 4.98             | 4.94             | 4.90             | 4.60             | 4.27             | 3.98             | 3.60             | 3.64             | 4.00             | 4.44             | 4.69             | 4.89             |                  |
| Середньомісячна сонячна радіація, кДж/м²·день | 4847             | 8175             | 12157            | 15629            | 18436            | 20244            | 19521            | 17098            | 12393            | 7557             | 4420             | 3578             |                  |
| --------------------------------------------- | ---------------- | ---------------- | ---------------- | ---------------- | ---------------- | ---------------- | ---------------- | ---------------- | ---------------- | ---------------- | ---------------- | ---------------- | ---------------- |
| Джерело:                                      |                  |                  |                  |                  |                  |                  |                  |                  |                  |                  |                  |                  |                  |